# Rodriguez Camp (California)
Rodriguez Camp es un lugar designado por el censo ubicado en el condado de Tulare en el estado estadounidense de California. En el año 2010 tenía una población de 156 habitantes.

## Geografía
Rodriguez Camp se encuentra ubicado en las coordenadas 35°48′32.35″N 119°8′19.76″O / 35.8089861, -119.1388222.